# Stara župna kuća u Zagvozdu
Stara župna kuća u mjestu Zagvozdu.

## Opis
Istočno od crkve Velike Gospe u Zagvozdu nalaze se djelomično sačuvani ostaci utvrđenog stambeno-gospodarskog sklopa iz 17. – 18. stoljeća kojeg je župnik koristio kao svoju kuću. Sklop se sastoji od jedne stambene katnice većih dimenzija te nekoliko prizemnica manjih dimenzija u nizu, izduženog pravokutnog tlocrta s dvostrešnim krovom. Građene su rustično, od priklesanog, slobodno složenog kamena i najvjerojatnije su bile prekrivene kamenim pločama.

## Zaštita
Pod oznakom Z-3848 zavedena je pod vrstom "nepokretna kulturna baština - pojedinačna", pravna statusa zaštićena kulturnog dobra, klasificirano kao "stambeno-poslovne građevine".